# Паргелия
Паргели́я (итал. Parghelia, сиц. Parghilèa, местн. Parghilìa) — коммуна в Италии, располагается в регионе Калабрия, в провинции Вибо-Валентия.
Население составляет 1376 человек (2008 г.), плотность населения — 172 чел./км². Занимает площадь 8 км². Почтовый индекс — 89861. Телефонный код — 0963.
Покровителем коммуны почитается святой апостол Андрей Первозванный, празднование 30 ноября.

## Демография
Динамика населения:

## Администрация коммуны
- Официальный сайт: http://parghelia.asmenet.it Архивная копия от 13 февраля 2020 на Wayback Machine